# زقين متموج
زقين متموج (الاسم العلمي:Diascia sinuata) هو نوع غير مؤكد من النباتات يتبع جنس الزقين من الفصيلة الغدبية.